# Station Gypsy Lane
Gypsy Lane is een spoorwegstation van National Rail in Nunthorpe, Redcar and Cleveland in Engeland. Het station is eigendom van Network Rail en wordt beheerd door Northern Rail. 